# Morimus
Morimus  es un género de escarabajos longicornios de la tribu Lamiini.

## Especies
- Morimus asper (Sulzer, 1776)
- Morimus asper funereus Mulsant, 1862
- Morimus asper ganglbaueri Reitter, 1894
- Morimus asper gazanchidisi Danilevsky, 2019
- Morimus asper graecus Danilevsky, Gradinarov & Sivilov, 2016
- Morimus assamensis Breuning, 1936
- Morimus gabzdili Danilevsky, 2015
- Morimus granulipennis Breuning, 1939
- Morimus inaequalis Waterhouse, 1881
- Morimus indicus Breuning, 1936
- Morimus lethalis Thomson, 1857
- Morimus misellus Breuning, 1938
- Morimus orientalis Reitter, 1894
- Morimus ovalis Breuning, 1943
- Morimus plagiatus Waterhouse, 1881
- Morimus sexmaculipennis Breuning, 1961
- Morimus verecundus (Faldermann, 1836)
- Morimus verecundus bulgaricus Danilevsky, Gradinarov & Sivilov, 2016
- Morimus verecundus murzini Danilevsky, 2019